# La Puente (Alhama de Almería)
La Puente es un viaducto de estilo neoclásico sito en la localidad almeriense de Alhama de Almería, en España.  Forma parte del camino de las Fundiciones Reales, precursor de la actual A-348. Salva una longitud de 45 metros, con una anchura de siete metros y una altura máxima de 26 metros sobre el lecho del barranco del Moralillo, que desemboca en la rambla de Huéchar, afluente a su vez del río Andarax. Su construcción está relacionada con el auge económico que vivió la zona a comienzos del siglo XIX gracias a la minería y el cultivo de la uva de Ohanes.
Se encuentra inscrito como bien de interés cultural, con categoría de Monumento, desde el 28 de noviembre de 2023 por su valor arquitectónico, histórico, etnológico, paisajístico, científico y técnico.
Se conoce que fue abierto al tránsito el 2 de agosto de 1807, pero existen fuentes que afirman que fue una nueva construcción, mientras que otras defienden que es la remodelación de un puente anterior.

## En la cultura popular
Existe entre la población un relato popular acerca de Frasco Martín, una persona que, supuestamente, estaba encargada de colocar en lo alto de la estructura una lápida en la que se conmemoraba la construcción, sufriendo un fatal accidente:

Pueblo de Alhama, tengan ustedes presente
que el día de San Valentín cayó Frasco Martín desde lo alto de La Puente. 
Todos allí presentes de sentimiento lloraban 
al ver a Frasco Martín que entre cuatro lo llevaban.